# クン・フー
クン・フー（Kung Fu、1951年1月20日 - 2001年1月3日）は、メキシコ・メキシコシティ出身の覆面レスラー。
息子のクン・フー・ジュニアもプロレスラー。

## 来歴
ルイス・チョン・ケイン道場で空手を学び、メキシコシティに出てラファエル・サラマンカのコーチの元、1968年7月にメヒカリでデビュー、リングネームの「クン・フー」は「功夫」からとった、ヌンチャクなども自在に操り、1984年からカト・クン・リーとブラックマンとのトリオタッグチーム「ロス・ファンタスティコス」として活躍する。アトランティスにマスクを取られるも、1990年にはユニバーサル・プロレスリングにも来日。メキシコでは素顔だが、来日時はマスクマンで登場した。
2001年1月3日、死去。

## 得意技
- 裏拳
- ハリケーンラナ
- クン・フー・キック
- のど元チョップ

## 獲得タイトル
- メキシコナショナルウェルター級王座
- アレナコロセオタッグチーム王座（w / カト・クン・リー）
- エルトレオトリオ王座（w / カト・クン・リー、ブラックマン）
- UWA世界6人タッグ王座（w / カト・クン・リー、ブラックマン）
- トレオトリオス王座（w / カト・クン・リー、ブラックマン）
- NWA世界ミドル級王座